# Famienkro
Famienkro est un village située à l'est de la Côte d'Ivoire, et appartenant au département de Prikro, dans la Région du N'zi-Comoé. La localité de Famienkro est un chef-lieu de commune et de sous-préfecture .

## Histoire

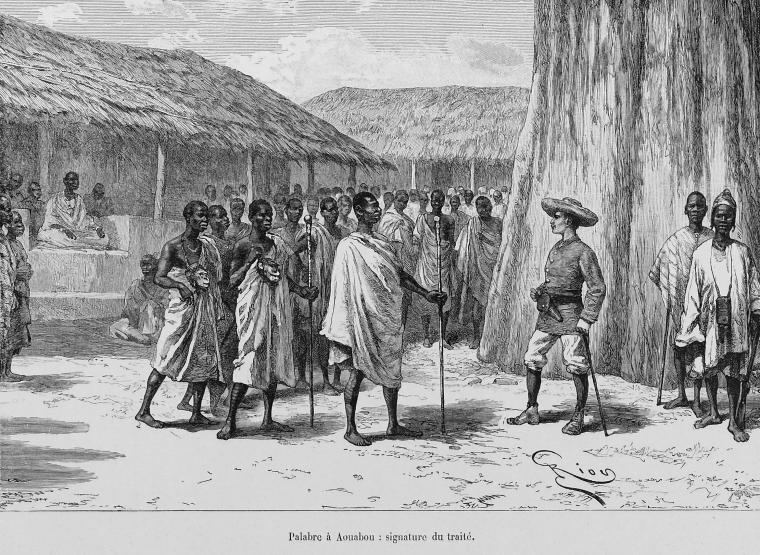
« Palabre à Aouabou : signature du traité »

Famienkro signifie « le village du roi ». La localité était connue sous le nom d'« Aouabou » à l'époque coloniale, notamment lorsque l'explorateur français Louis-Gustave Binger s'y rendit en 1889, en compagnie de Marcel Treich-Laplène qui l'avait rejoint au cours de son périple à travers l'Afrique de l'Ouest. Ils rencontrèrent le roi de l'Ano, Kommona-Gouin, et conclurent avec lui un traité de protectorat, le 8 février 1889.
Binger, dans son récit de voyage Du Niger au golfe de Guinée, laisse une description du village et lui consacre plusieurs pages : « Aouabou, résidence du souverain de l'Anno, est un bien misérable village, comprenant une trentaine de cases rectangulaires qui abritent la famille royale et quelques captifs de Kommona Gouin ». Il y remarque le fétichisme autour d'un chaudron en cuivre dont l'origine européenne est indéniable, et dont il s'interroge sur le comment de son transport en ce lieu.
Binger quitte le village, le dimanche 17 février 1889.